# كيفين بيغويس
كيفين بيغويس (13 مايو 1982 بأنتويرب في بلجيكا - ) هو لاعب كرة قدم بلجيكي في مركز حراسة المرمى. لعب مع بي إي سي زفوله ودين بوستش ورودا ياي سي وفي في في فينلو وكيه في ميخيلين وهيلموند سبورت.

## روابط خارجية
- كيفين بيغويس على موقع إي إس بي إن إف سي (الإنجليزية)
- كيفين بيغويس على موقع قاعدة بيانات كرة القدم.إي يو (الإنجليزية)
- كيفين بيغويس على موقع Soccerway.com (الإنجليزية)
- كيفين بيغويس على موقع عالم كرة القدم.نت (الإنجليزية)